# La Bazoque (Calvados)
La Bazoque – miejscowość i gmina we Francji, w regionie Normandia, w departamencie Calvados.
Według danych na rok 1990 gminę zamieszkiwały 143 osoby, a gęstość zaludnienia wynosiła 14 osób/km² (wśród 1815 gmin Dolnej Normandii La Bazoque plasuje się na 743. miejscu pod względem liczby ludności, natomiast pod względem powierzchni na miejscu 493.).